# Puente de la carretera Lincoln
El Puente de la carretera Lincoln (del inglés: Lincoln Highway Bridge) también conocido como el puente Government Creek, se encuentra en el sur del Condado de Tooele, en el estado de Utah, en las instalaciones del ejército de Dugway Proving Ground  en Estados Unidos. Sirvió como una continuación propuesta original de la carretera de Lincoln, una histórica ruta de auto transcontinental. El puente está incluido en el Registro Nacional de Lugares Históricos.